# 甲骨文公司

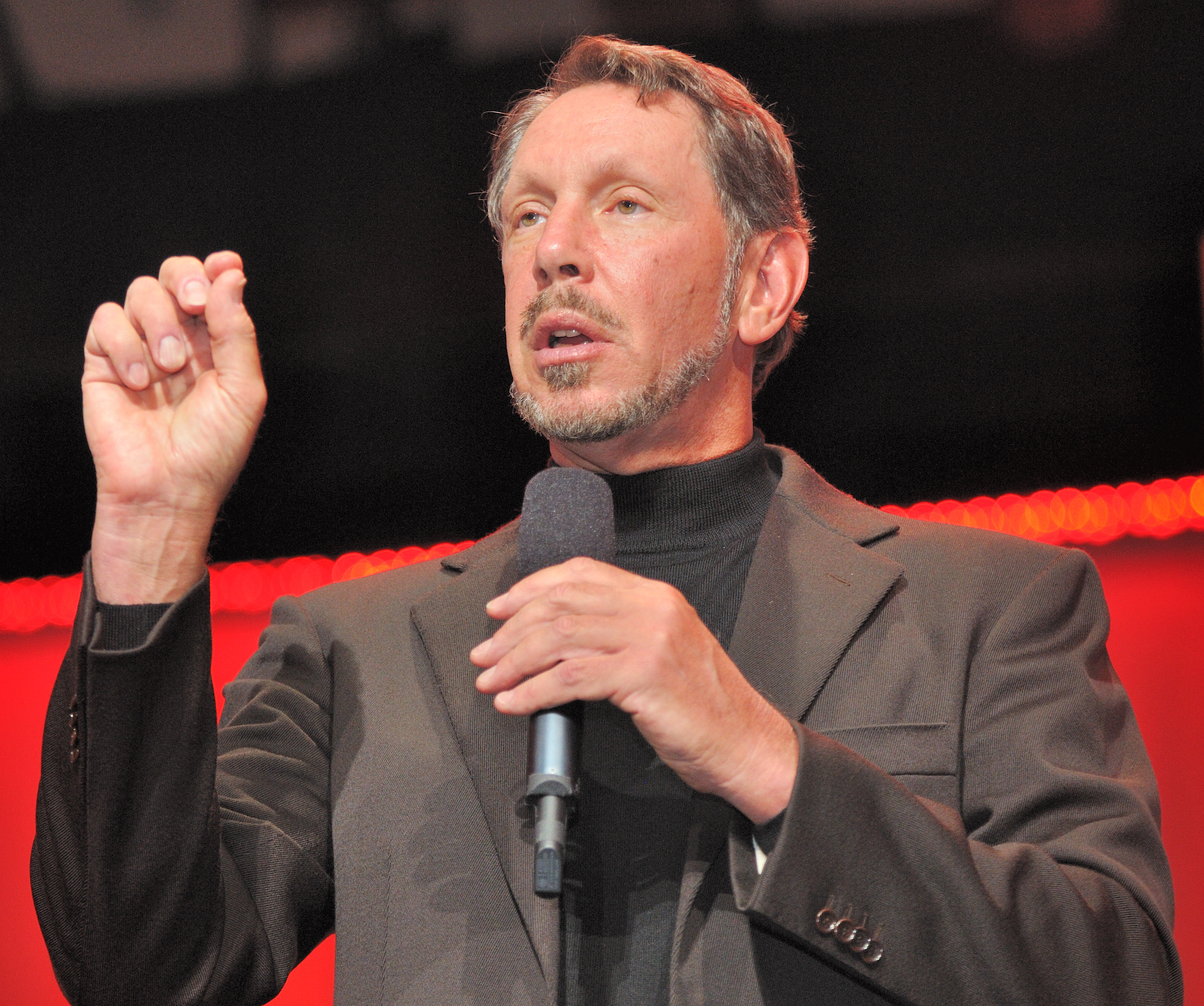
甲骨文公司創始人劳伦斯·埃里森

甲骨文公司（英語：Oracle Corporation）是一間全球性的大型企業科技軟件公司，总部位于美国得克薩斯州奧斯汀。現任董事長兼CTO為公司創辦人劳伦斯·埃里森，CEO為凱芝。至2019年，甲骨文是繼微软後，全球收入第二多的软件公司，主要經營企業金融經營資料庫建檔等服務。例如銷售時點情報系統，供應鏈管理，人力資源績效分析等。

## 发展历史

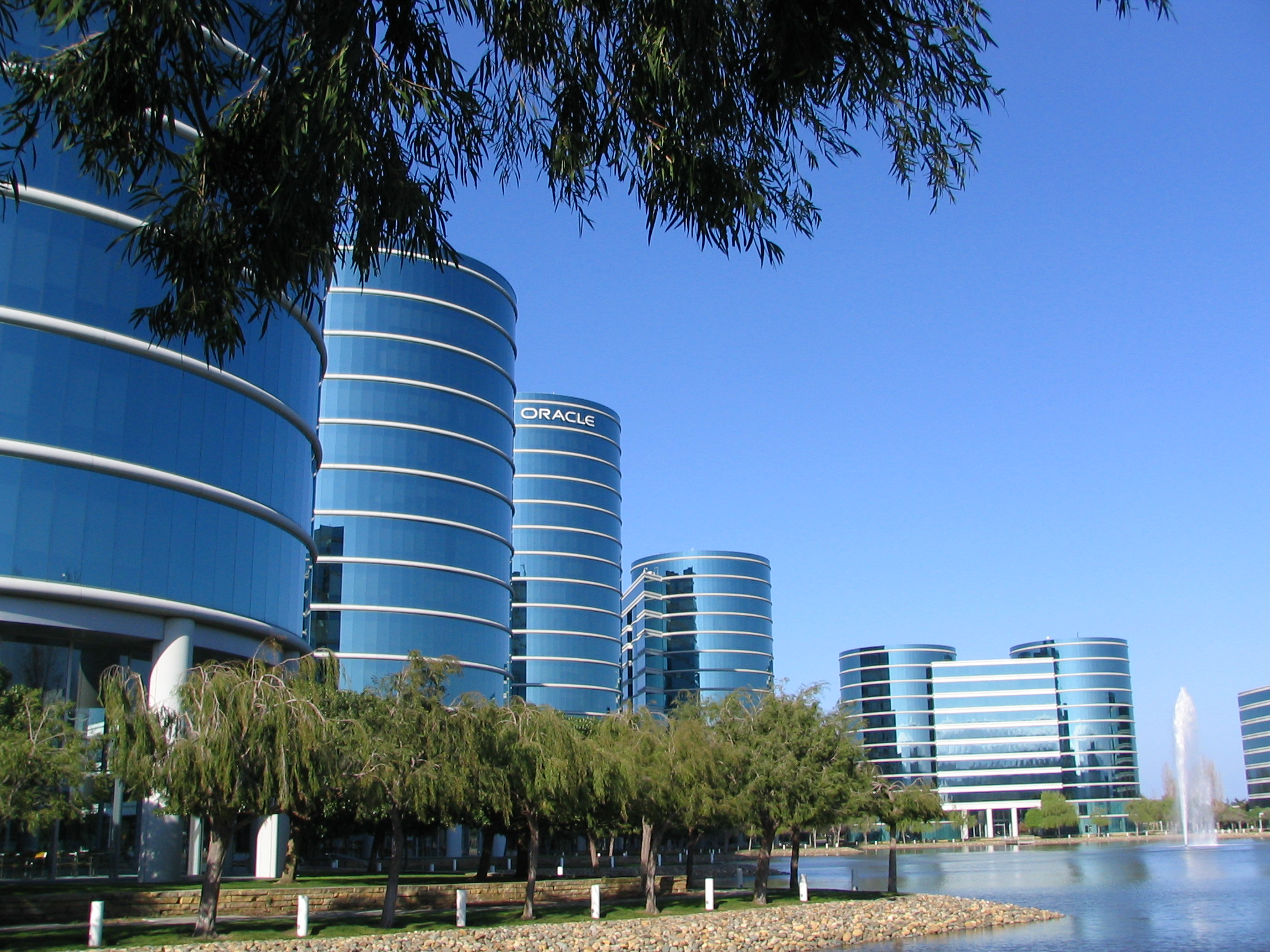
位于美国红木滩的Oracle总部

1977年，劳伦斯·埃里森、鲍勃·邁納（Bob Miner）與埃德·奧茨（Ed Oates）3人，在美國加州聖塔克拉拉合資成立公司，名為軟體發展實驗室（英語：Software Development Laboratories，SDL)。1978年，開發出第一版甲骨文系統，以組合語言寫成。
1979年，更名為關連式軟體公司（Relational Software, Inc.，RSI)。1982年，推出甲骨文系統，公司也更名為甲骨文系統公司（Oracle Systems Corporation）。
最初一年賺不到百萬美金，在10年間迅速冒起，2017年市值達1900億美元。
2016年，總營業額$382億美金，每年的研發投入$22億美金，應用軟體收入$70億美金，中介軟體收入$10億美金。30,000應用軟體客戶，30,000中介軟體客戶，270,000資料庫客戶。
2016 年，Oracle 在雲端 SaaS 上的收入已為全球最大。
2020年12月11日，甲骨文发言人表示甲骨文公司总部从加利福尼亚州红木海岸迁至得克萨斯州奥斯汀。

## 市場定位
約在2000年前後，微軟的資料庫產品，只集中在中小企市場，但微軟推出Microsoft SQL Server 7資料庫後，技術上突破，搶佔高檔軟體市場。IBM亦以DB2資料庫，高姿態搶攻市場，令甲骨文面臨龐大挑戰。
在制定反擊策略時，甲骨文以所謂「快樂兒童餐」作為反擊。過去甲骨文的資料庫只是一個平台，平台上的應用多由其他公司開發，但自2000年底起，該公司自行推出一套叫「電子商務套餐」（e-business suite）的軟體，內有人事管理系統、銷售系統，全都是植根在資料庫上的程式。不過這仍未挽回甲骨文的頹勢，IDC的調查指，從2000年至2002年，微軟業務增長46%，IBM增長41%，但Oracle卻下跌10%。
在資料庫市場上，競爭尚不止於此。除了有資料庫對手外，甲骨文踏入應用軟體時，亦要面對歐洲最大的軟體企業SAP公司的競爭。當時在高階商業軟體市場上，SAP公司2003年的市佔率高達36%，位列榜首，同期甲骨文僅佔13%。
此外，IBM與方案顧問Accenture當時亦以套餐方式，直接向客戶提供軟體，當中甚至不乏推薦甲骨文自家的產品。相比甲骨文的策略，IBM傾向以和睦共處為大原則，在業內宣傳會議上，多次強調不會走甲骨文之路，成功安撫一批應用軟體商。
2009年4月，在IBM对外宣布收购SUN公司失败的一周后，甲骨文宣布成功收购SUN全部股权，这一爆炸性新闻之后的一个明确信号：甲骨文从单一的、纯软件厂商走向既有硬件（全球高階服务器系统、存储系统的厂商）、也有软件，全球唯一能和IBM全面抗衡的公司。

## 10億美元瘦身計劃
1999年甲骨文在全球145个地區大重組，埃里森當時說：“全球有多少員工？我不知道，那批資料全放在70個資料庫內。”Oracle把這批複雜的系統全搬到了網上。
为此，甲骨文更改賞罰機制，把地區經理的「營業額作評分」改成「邊際利潤（profit margin）比高下」。要是拒絕採用中央的系統，地區要自行付錢。基本改革後，甲骨文把銷售、財務系統整合，结果年省6,000多萬美元維修費。
最後Oracle改變了企業架構。埃里森曾指各地區分部猶如諸侯國，要求把全球的人事、財務全部遷至中央負責人手上。以銷售為例，他讓訂單在Oracle.com處理。即使客戶自己到網站落單，各地區分部仍可分得佣金。
2000年中，甲骨文将邊際利潤由19.6%升上31.4%，節省達10億美元，以此推出多個宣傳廣告，當時有人認為這是Oracle最出色的宣傳。
10億美元瘦身計劃在業內頗受矚目，並成為哈佛商學院的教學個案（Case Study）。

## 仁科搶奪戰
2003年夏天，以人事管理軟件作主打的仁科公司（Peoplesoft）正進行一場收購行動，以抗衡甲骨文和IBM的市場行為，但4天後，該公司亦成了收購對象。甲骨文提出以51億美元收購，令市場譁然，在消息公布後，甲骨文表明收購仁科後，將全面停止出售仁科的產品，所有系統會併入甲骨文平台上。
這場收購行動，最後演變成雙方激烈叫罵戰。當時仁科的行政總裁Craig Conway是前甲骨文的員工，對甲骨文的收購行為大肆抨擊。當時矽谷人曾這樣評價甲骨文的行動：「想在泳池小便的話，切勿在跳水板上做。」（if you're going to piss in the swimming pool, don't do it from the diving board.）
不過，2005年仁科公司仍然被甲骨文公司收購。

## 主要產品
甲骨文公司的主要產品目前分為兩大類：
- 伺服器及工具（主要競爭對手：IBM、微軟）

- 數據庫伺服器：12c
- 應用伺服器：Oracle WebLogic Application Server
- 開發工具：Oracle JDeveloper，Oracle Designer，Oracle Developer，等等

- 應用軟件（主要競爭對手：德國SAP公司。）

- 應用軟件套件與2010年9月20日甲骨文OpenWorld大會上推出的Oracle Fusion Application，一個全面的模塊化的應用套件。
- 企業資源計劃（ERP）軟件。已有10年以上的歷史。2005年，併購了開發企業軟體的仁科軟體公司以增強在這方面的競爭力。
- 客戶關係管理（CRM）軟件。自1998年開始研發這種軟件。2005年，併購了開發客戶關係管理軟件的希柏軟體公司（Siebel）。
- 人力資源管理（HCM）。收購了仁科（PeopleSoft）軟件。

### 操作系统
- Solaris
- Oracle Linux

### 虛擬技術
- Oracle VM
- VirtualBox

### Java平台
- Java
- GlassFish（Sun Java System Application Server）
- WebLogic

### 數據庫管理系統
- Oracle資料庫
- Berkeley DB
- MySQL
- Java DB

### 甲骨文云
甲骨文云是甲骨文公司提供的云计算服务，通过甲骨文公司管理的数据中心的全球网络提供服务器、存储、网络、应用程序和服务。

### 其它軟件
- NetBeans
- Sun Grid Engine
- Sun Studio
- TimesTen

## 年表
- 約70年代：一間名為Ampex的軟件公司，正為中央情報局設計一套名叫Oracle的數據庫，Ellison是程式員之一。
- 1977年：艾利森與同事Robert Miner創立「軟件開發實驗室」（Software Development Labs），當時IBM發表「關聯數據庫」的論文，艾利森以此造出新數據庫，名為甲骨文[1]。
- 1978年：公司遷往硅谷，更名為「關係式軟件公司」（RSI），兩年後，共有8名員工，年收入少於100萬美元。最先提出「關聯數據庫」的IBM採用RSI的數據庫。1982年再更名為甲骨文（Oracle）。
- 1984年：三年內，先後進軍加拿大、荷蘭、英國、奧地利、日本、德國、瑞士、瑞典、澳洲、芬蘭、法國、香港、挪威、西班牙。1986年上市時，年收入暴升至5500萬美元，同年3月招股，集資3150萬美元。
- 1987年：收入達到1.31億美元，甲骨文一年後成為世界第四大軟件公司。兩年內再進軍墨西哥、巴西、中國大陸、塞浦路斯、馬來西亞及紐西蘭。一年後，收入再升一倍至2.82億美元。
- 1990年：甲骨文兩年內揮軍進入智利、希臘、韓國、葡萄牙、土耳其、委內瑞拉、臺灣、比利時、阿根廷、哥倫比亞、哥斯達黎加及菲律賓等地，但是當年甲骨文的業績首次發生虧損，市值急跌80%，艾利森首次安排資深管理人員參與經營。
- 1992年：旗艦產品Oracle 7面世，使該公司業務重新步上軌道，年收入達到11.79億美元。曾被視為甲骨文接班人、但後來被踢出局的Raymond Lane擔任營運總監。
- 1995年：艾利森宣佈PC已死，把全數產品推向互聯網發展，並另組「網絡電腦公司」（Network Computer），銷售「網路電腦」，最終被淘汰收場。
- 2000年：科網接近尾聲時，推出E-Business Suite，搶佔應用產品市場，與昔日的生意夥伴構成嚴重利益衝突。同期微軟及IBM數據技術提升，此後Oracle新增訂單數目的佔有率，在兩年內下跌6.6%，業務倒退10%。
- 2003年：敵意收購仁科軟體公司，引起業界哄動。兩公司的爭議新聞層出不窮。同年美國司法部落案阻止甲骨文收購。
- 2004年：历经18个月的拉锯战，终于成功购并仁科软件公司[10]。
- 2008年1月17日：以每股19.375美元现金，斥資85億美元收購BEA Systems[11][12]。
- 2009年4月20日：甲骨文公司宣佈以每股9.50美元，總計74億美元收購昇陽電腦公司（Sun）[13]。
- 2013年2月4日：甲骨文公司以每股29.25美元作價收購網絡傳輸產品製造商Acme Packet（英语：Acme Packet），交易規模約為17億美元。
- 2013年7月15日：甲骨文公司正式由納斯達克轉板至紐約證券交易所掛牌上市。轉板至紐交所後，甲骨文公司將沿用“ORCL”這一交易代碼。
- 2014年6月23日：甲骨文公司宣布53亿美元收购Micros Systems[14]。
- 2016年4月29日：甲骨文公司斥資6.63億美元，收購施工合約暨付款管理雲端服務供應商Textura
- 2016年5月4日：甲骨文公司斥資5.32億美元現金，收購公用事業雲服務供應商 Opower 全部股份
- 2016年7月28日：甲骨文公司以每股109美元，斥資93億美元（約721億港元）現金，收購雲服務供應商NetSuite，甲骨文董事長賴瑞·艾利森持有NetSuite45.4%股份
- 2017年4月19日：甲骨文公司收購收購電子廣告數據分析商Moat
- 2017年12月18日，甲骨文公司以15.6億澳元，收購澳洲雲計算管理公司Aconex[15][16][17]。